# Aedes schtakelbergi
Aedes schtakelbergi är en tvåvingeart som beskrevs av Shingarev 1928. Aedes schtakelbergi ingår i släktet Aedes och familjen stickmyggor. Inga underarter finns listade i Catalogue of Life.